# Добровольский, Владимир Фёдорович
Владимир Фёдорович Добровольский (1929—2002) — советский и российский скульптор-монументалист и педагог. Член Союза художников СССР (1964; Союза художников России с 1992). Заслуженный художник РСФСР (1974). 

## Биография
Родился 1 ноября 1929 года в городе Барнауле. С 1944 года, в период Великой Отечественной войны, в возрасте пятнадцати лет, В. Ф. Добровольский начал свою трудовую деятельность в должности продавца кондитерского отделения Барнаульского продовольственного магазина. 
С 1945 по 1950 год начал работать в должности бутафора в Алтайском краевом театре драмы, без отрыва от основной работы обучался в Барнаульской школе рабочей молодежи и в Барнаульской художественной студии. С 1952 по 1958 годы обучался в Ленинградском высшем художественно-промышленном училище имени В. И. Мухиной. С 1958 по 1965 годы работал скульптором в Алтайском отделении Художественного фонда РСФСР. С 1965 по 1970 годы, в течение пяти лет, В. Ф. Добровольский был — главным художником города Барнаула.
С 1958 года В. Ф. Добровольский был постоянным участником краевых, зональных, республиканских, всероссийских и зарубежных выставок.
Основные художественные произведения В. Ф. Добровольского были созданы для города Барнаула: монументальные скульптуры — Памятник-обелиск «Мемориал Славы» (1968—1975), роспись с рельефами «История плавания» спортивного комплекса «Обь» (1987), торец здания Института садоводства имени М. А. Лисавенко, «Мемориальный комплекс» у Алтайского государственного краеведческого музея (1991), «Скульптура всадника», скульптурные интерьеры Дворцов культуры  Барнаула и Алтайского края; живопись — серия работ «Обь целинная». 
С 1964 года В. Ф. Добровольский являлся членом Союза художников СССР, с 1967 года член Правления Алтайского отделения Союза художников СССР и член Алтайского краевого выставочного комитета на общественных началах. В. Ф. Добровольский помимо творческой работой занимался и педагогической деятельностью: был одним из основателей кафедры архитектуры и дизайна и первым заведующим кафедрой изобразительных искусств факультета архитектуры и дизайна Алтайского государственного технического университета имени И. И. Ползунова. 
12 декабря 1974 году Указом Президиума Верховного Совета РСФСР «за заслуги в области изобразительного искусства» А. В. Щепёлкину было присвоено почётное звание — Заслуженный художник РСФСР.
Скончался 17 октября 2002 года в городе Барнауле.

## Награды
- Медаль «Ветеран труда» (1987[2])

### Звания
- Заслуженный художник РСФСР (1974[3])

### Премии
- Премия Алтайского Демидовского фонда в области изобразительного искусства (2001 — «За создание монументальных творческих произведений и значительный вклад в изобразительное искусство Алтайского края»[4])